# Río Calle-Calle
El río Calle-Calle de Chile empieza en el poblado de Calle Calle, localidad ubicada en los límites de las comunas de Valdivia y Los Lagos y termina en la ciudad de Valdivia, donde pasa a llamarse río Valdivia luego de unirse al río Cau-cau. Poco antes de que cambie de nombre es atravesado por el Puente Calle-Calle, que es la conexión directa desde la ciudad  hacia el norte del país.

## Trayecto
Es originado por el río San Pedro, que a su vez recoge las aguas de varios lagos, como el Riñihue, esto hace que sus niveles sean muy estables.
La cuenca del río va desde la bahía de Corral, hasta San Martín de los Andes. Es decir es transcordillerana y binacional. Los lagos de la cuenca son nueve: Lacar y Nonthue, en Argentina, Pirihueico, Neltume, Calafquén, Pullinque, Panguipulli y Riñihue. De este último nace el río San Pedro.

## Caudal y régimen
La subcuenca del río Calle-Calle que incluye las subcuencas de sus principales afluentes, los ríos San Pedro y Collileufú tiene un claro régimen pluvial, con la única excepción del río Liquiñe, afluente del lago
Neltume, el que presenta un régimen pluvio–nival. En años lluviosos las crecidas ocurren entre junio y agosto, resultado de importantes aportes pluviales. Los menores escurrimientos se observan entre enero y marzo. En años secos o normales se mantiene la importancia de los aportes pluviales, con los mayores escurrimientos entre junio y agosto. El período de menores caudales se presenta en el trimestre entre enero y marzo.: 51 

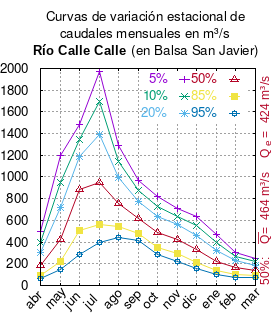
Curvas de variación estacional del río Calle Calle en Balsa San Javier.

El caudal del río (en un lugar fijo) varía en el tiempo, por lo que existen varias formas de representarlo. Una de ellas son las curvas de variación estacional que, tras largos periodos de mediciones, predicen estadísticamente el caudal mínimo que lleva el río con una probabilidad dada, llamada probabilidad de excedencia. La curva de color rojo ocre (con {\displaystyle {\color {Red}\vartriangle }}) muestra los caudales mensuales con probabilidad de excedencia de un 50%. Esto quiere decir que ese mes se han medido igual cantidad de caudales mayores que caudales menores a esa cantidad. Eso es la mediana (estadística), que se denota Qe, de la serie de caudales de ese mes. La media (estadística) es el promedio matemático de los caudales de ese mes y se denota {\displaystyle {\overline {Q}}}. 
Una vez calculados para cada mes, ambos valores son calculados para todo el año y pueden ser leídos en la columna vertical al lado derecho del diagrama. El significado de la probabilidad de excedencia del 5% es que, estadísticamente, el caudal es mayor solo una vez cada 20 años, el de 10% una vez cada 10 años, el de 20% una vez cada 5 años, el de 85% quince veces cada 16 años y la de 95% diecisiete veces cada 18 años. Dicho de otra forma, el 5% es el caudal de años extremadamente lluviosos, el 95% es el caudal de años extremadamente secos. De la estación de las crecidas puede deducirse si el caudal depende de las lluvias (mayo-julio) o del derretimiento de las nieves (septiembre-enero).

## Historia
Su nombre proviene de la voz en mapudungun kallekalle, que pasó al español como "calle-calle" y es el nombre mapuche de la planta Libertia chilensis, una iridácea de flores blancas común en sus orillas.
Francisco Solano Asta-Buruaga y Cienfuegos escribió en 1899 en su Diccionario Geográfico de la República de Chile sobre el río:
Callacalla.-—Río de bastante caudal del departamento de Valdivia, que lo atraviesa de E. á O. en un curso de más de 125 kilómetros. Es de riberas, en general, medianamente bajas, pobladas de bosques y sembradas de valles fértiles más ó menos extensos y abiertos. Tiene origen en el lago Renihue por los 39° 45' Lat. y 72º 26' Lon., desde donde corre hacia el O., haciendo luego al S. una gran vuelta ó rodeo, llamado Río Grande de San Pedro, hasta su confluencia con el río Quinchilca; y de aquí prosigue con ligeros desvíos su dirección occidental hasta la ciudad de Valdivia, bañándola por los puntos del norte, y abriéndose más abajo en dos grandes brazos, van á morir en la bahía, denominada asimismo de Valdivia. En la primera parte de su curso es ligeramente rápido y da por aquí un notable salto (véase Llecúe), y después disminuye todavía su corriente, la que se hace panda desde poco más arriba de aquella ciudad, que es el punto hasta donde alcanza la marea y es navegable el río por buques medíanos desde su boca; aunque también puede subirse hasta Quinchilca en embarcaciones planas. Recibe por una y otra banda muchos pequeños tributarios; pero sus afluentes de consideración se reducen á los ríos Quinchilca, Collilevu, Cruces y Futa, extendiendo estos dos últimos su navegación al norte y sur. El nombre es reduplicación de calla, que significa mata ó árbol frutal y también renuevo y brote, y se halla inmutado en Callacalla y Callecalle. Háse llamado primitivamente Guadalauquén por la parte de la ciudad de Valdivia, y de aquí á su boca se conoce especialmente con el título de río de Valdivia.

## Población, economía y ecología
En otra época, en este río se realizaba la carrera de los 6 kilómetros, una de las competencias más complicadas y difíciles para los remeros.[cita requerida]